# Киселицька стінка
Кисели́цька сті́нка — геологічна пам'ятка природи місцевого значення в Україні. Розташована в межах Путильського району Чернівецької області, в селі Киселиці. 
Площа 1 га. Статус надано 1984 року. Перебуває у віданні Киселицької сільської ради. 
Статус надано з метою збереження скельного відслонення флішового типу, яке розкриває нижнєменілітову світу і є свідченням горотворчих процесів у межах Покутсько-Буковинських Карпат. Відслонення утворилось на лівому березі річки Путилки в результаті водної ерозії.